# Cissus lanyuensis
Cissus lanyuensis là một loài thực vật hai lá mầm trong họ Nho. Loài này được (C.E.Chang) F.Y.Lu miêu tả khoa học đầu tiên năm 1977.